# 红翅绿鸠
红翅绿鸠（学名：Treron sieboldii）又稱绿鸠、白嘴绿鸠、白腹綠鳩、白腹楔尾鸠或白腹楔尾绿鸠，为鸠鸽科绿鸠属的鸟类。分布于日本（主要四大島與琉球群島）、千島群島、庫頁島、朝鮮半島、中南半島、台灣以及中国大陆自秦岭至长江口以南范围、西至云南、河北等地，多见於山区的森林或多树地带。该物种的模式产地在日本。種名來自德國生物學家菲利普·法蘭茲·馮·西博德。

## 保护
- 中国国家重点保护动物等级：二级

## 亚种
- 红翅绿鸠佛坪亚种（学名：Treron sieboldii fopingensis）。中国的特有亞種，分布于陕西、四川、贵州等地。该物种的模式产地在陕西佛坪。[3]
- 红翅绿鸠東南亚种（学名：Treron sieboldii murielae）。分布于泰國、越南以及中国大陆的广西、海南等地。该物种的模式产地在越南河内中部。[4]
- 红翅绿鸠指名亚种（学名：Treron sieboldii sieboldii）。分布于日本、台灣以及中国大陆的河北、福建等地。该物种的模式产地在日本。[5]